# Політбюро ЦК КПРС
Політбюро́ партії: РСДРП(б)—РКП(б)—ВКП(б)—КПРС — найвища в СРСР державна та політична владна колегіальна інстанція.
За офіційним Статутом — керівний орган партії, що обирався на Пленумі ЦК, одразу ж після чергового з'їзду КПРС; звітував Пленуму і спрямовував діяльність партії у період між пленумами.
До Політбюро обиралися найбільш владні і впливові члени Центрального Комітету та радянського уряду, які фактично визначали політику держави і партії. В умовах створеної однопартійної системи, відповідно до Конституції СРСР (1977), КПРС була «ядром та керівною і спрямовувальною силою» суспільства . Таким чином, члени Політбюро були фактичними керівниками СРСР, навіть якщо формально не завжди обіймали державних посад.

## Історія
Вперше Політбюро ЦК РСДРП (б) на чолі з Леніним було утворене на засіданні ЦК 10 (23 жовтня) 1917 року для політичного керівництва збройним повстанням (у нього входили Ленін, Сталін, Троцький, Зінов'єв, Каменєв, Бубнов). Відтворено як постійний орган в 1919 році на VIII з'їзді РКП(б). Іменувалося Політбюро ЦК РКП(б), згодом — Політбюро ЦК ВКП(б), а в 1952–1966 роках Президією ЦК КПРС. Колишня назва повернена XXIII з'їздом КПРС в 1966 році.

## Склад Політбюро ЦК

### Склад Політбюро у 1919–1943 роках
- Склад Політбюро ЦК РКП(б), обраного 25 березня 1919 року.

Члени: Л. Б. Каменєв, М. М. Крестинський, В. І. Ленін, Й. В. Сталін, Л. Д. Троцький.
Кандидати в члени: М. І. Бухарін, Г. О. Зінов'єв, М. І. Калінін.
- Склад Політбюро ЦК РКП(б), обраного 5 квітня 1920 року.

Члени: Л. Б. Каменєв, М. М. Крестинський, В. І. Ленін, Й. В. Сталін, Л. Д. Троцький.
Кандидати в члени: М. І. Бухарін, Г. О. Зінов'єв, М. І. Калінін.
- Склад Політбюро ЦК РКП(б), обраного 16 березня 1921 року.

Члени: Г. О. Зінов'єв, Л. Б. Каменєв, В. І. Ленін, Й. В. Сталін, Л. Д. Троцький.
Кандидати в члени: М. І. Бухарін, М. І. Калінін, В. М. Молотов.
- Склад Політбюро ЦК РКП(б), обраного 3 квітня 1922 року.

Члени: Г. О. Зінов'єв, Л. Б. Каменєв, В. І. Ленін,, О. І. Риков, Й. В. Сталін, М. П. Томський, Л. Д. Троцький.
Кандидати в члени: М. І. Бухарін, М. І. Калінін, В. М. Молотов.
- Склад Політбюро ЦК РКП(б), обраного 26 квітня 1923 року.

Члени: Г. О. Зінов'єв, Л. Б. Каменєв, В. І. Ленін,, О. І. Риков, Й. В. Сталін, М. П. Томський, Л. Д. Троцький.
Кандидати в члени: М. І. Бухарін, М. І. Калінін, В. М. Молотов, Я. Е. Рудзутак.
21 січня 1924 року помер В. І. Ленін.
- Склад Політбюро ЦК РКП(б), обраного 2 червня 1924 року.

Члени: М. І. Бухарін, Г. О. Зінов'єв, Л. Б. Каменєв, О. І. Риков, Й. В. Сталін, М. П. Томський, Л. Д. Троцький.
Кандидати в члени: Ф. Е. Дзержинський, М. І. Калінін, В. М. Молотов, Я. Е. Рудзутак, Г. Я. Сокольников, М. В. Фрунзе.
31 жовтня 1925 року помер М. В. Фрунзе.
- Склад Політбюро ЦК ВКП(б), обраного 1 січня 1926 року.

Члени: М. І. Бухарін, К. Є. Ворошилов, Г. О. Зінов'єв, М. І. Калінін, В. М. Молотов, О. І. Риков, Й. В. Сталін, М. П. Томський, Л. Д. Троцький.
Кандидати в члени: Ф. Е. Дзержинський, Л. Б. Каменєв, Г. І. Петровський, Я. Е. Рудзутак; М. О. Угланов.
20 липня 1926 року помер Ф. Е. Дзержинський.
23 липня 1926 року на пленумі ЦК ВКП(б) із Політбюро був виведений Г. О. Зінов'єв. Членом Політбюро обраний Я. Е. Рудзутак.
Затверджений новий склад кандидатів у члени Політбюро: А. А. Андрєєв, Л. М. Каганович, Л. Б. Каменєв, С. М. Кіров, А. І. Мікоян, Г. К. Орджонікідзе, Г. І. Петровський, М. О. Угланов.
23 жовтня 1926 року Об'єднаний пленум ЦК и ЦКК звільнив від обов'язків члена Політбюро Л. Д. Троцького й кандидата у члени Політбюро Л. Б. Каменєва.
3 листопада 1926 року Об'єднаний пленум ЦК и ЦКК звільнив від обов'язків кандидата у члени Політбюро Г. К. Орджонікідзе, кандидатом у члени Політбюро обраний В. Я. Чубар.
- Склад Політбюро ЦК ВКП(б), обраного 19 грудня 1927 року.

Члени: М. І. Бухарін, К. Є. Ворошилов, М. І. Калінін, В. В. Куйбишев, В. М. Молотов, О. І. Риков, Я. Е. Рудзутак, Й. В. Сталін, М. П. Томський.
Кандидати в члени: А. А. Андрєєв, Л. М. Каганович, С. М. Кіров, С. В. Косіор, А. І. Мікоян, Г. І. Петровський, М. О. Угланов, В. Я. Чубар.
29 квітня 1929 року пленум ЦК звільнив від обов'язків кандидата в члени ПБ М. О. Угланова, кандидатом у члени Політбюро обраний К. Я. Бауман.
21 червня 1929 року пленум ЦК обрав кандидатом у члени Політбюро С. І. Сирцова.
17 листопада 1929 року пленум ЦК вивів зі складу Політбюро М. І. Бухаріна.
- Склад Політбюро ЦК ВКП(б), обраного 13 липня 1930 року.

Члени: К. Є. Ворошилов, Л. М. Каганович, М. І. Калінін, С. М. Кіров, С. В. Косіор, В. В. Куйбишев, В. М. Молотов, Я. Е. Рудзутак, О. І. Риков, Й. В. Сталін.
Кандидати в члени: А. А. Андрєєв, А. І. Мікоян, Г. І. Петровський, С. І. Сирцов, В. Я. Чубар.
1 грудня 1930 року опитуванням пленум ЦК вивів зі складу Політбюро С. І. Сирцова.
21 грудня 1930 року Об'єднаний пленум ЦК и ЦКК звільнив від обов'язків члена Політбюро О. І. Рикова й від обов'язків кандидата у члени Політбюро А. А. Андрєєва. Членом Політбюро був обраний Г. К. Орджонікідзе.
4 лютого 1932 року пленум ЦК вивів зі складу членів Політбюро Я. Е. Рудзутака. Членом Політбюро обраний А. А. Андрєєв.
- Склад Політбюро ЦК ВКП(П), обраного 10 лютогоя 1934 року.

Члени: А. А. Андрєєв, К. Є. Ворошилов, Л. М. Каганович, М. І. Калінін, С. М. Кіров, С. В. Косіор, В. В. Куйбишев, В. М. Молотов, Г. К. Орджонікідзе, Й. В. Сталін.
Кандидати в члени: А. І. Мікоян, Г. І. Петровський, П. П. Постишев, Я. Е. Рудзутак, В. Я. Чубар.
1 грудня 1934 року вбитий С. М. Кіров.
25 січня 1935 року помер В. В. Куйбишев.
I лютого 1935 року пленум ЦК затвердив членами Політбюро А. І. Мікояна, В. Я. Чубаря, кандидатами у члены Політбюро А. О. Жданова, Р. І. Ейхе.
18 лютого 1937 року заподіяв собі смерть Г. К. Орджонікідзе.
26 травня 1937 року виключений зі складу ЦК Я. Е. Рудзутак.
12 жовтня 1937 року пленум ЦК включив до складу кандидатів у члени Політбюро М. І. Єжова.
14 січня 1938 року пленум ЦК звільнив від обов'язків кандидата у члени Політбюро П. П. Постишева. Кандидатом у члени ПБ обраний М. С. Хрущов.
16 июня 1938 року рішенням Політбюро виведений зі складу Політбюро В. Я. Чубар.
29 квітня 1938 року заарештований Р. І. Ейхе.
26 лютого 1939 року розстріляний С. В. Косіор.
- Склад Політбюро ЦК ВКП(б), обраного 22 березня 1939 року.

Члени: А. А. Андрєєв, К. Є. Ворошилов, А. О. Жданов, Л. М. Каганович, М. І. Калінін, А. І. Мікоян, В. М. Молотов, Й. В. Сталін, М. С. Хрущов.
Кандидати у члени: Л. П. Берія, М. М. Шверник.
21 лютого 1941 року пленум ЦК ВКП(б) обрав кандидатами у члени Політбюро М. О. Вознесенського, Г. М. Маленкова, О. С. Щербакова.